# Гуанако
Гуана̀кото (Lama guanicoe, на кечуа: wanaku) е чифтокопитно животно от рода Лама на семейство Камилови. Дължината на холката е 1-1,2 метра, а теглото му е 90 kg. За разлика от домашната лама, цветът му почти винаги е един същ, преминаващ от светлокафяв до черно канелено, а в коремната област е бял. Имат сивкави лица и малки прави уши. Малките гуанако се наричат чуленго.

## Външен вид
Гуанако е животно със стройно и леко телосложение, и дълга извита шия. Дължина на тялото 120-175 cm, дължина на опашката – 15-25 cm, височина до хълбока 90-130 cm; тегло – до 115-140 кг.

## Название
Думата „гуанако“ произхожда от wanaku, название на животното на езика кечуа.

## Разпространение
Обитава пампасите, полупустините и Андите, до 4000 m надм.височина, на териториите разположени от южно Перу на север, до Чили и Аржентина на юг, вкл. до Огнена земя. Неголяма популация има и в западен Парагвай.

## Начин на живот и хранене
Гуанако е способно да развие скорост до 56 km/h. То е тревопасно животно, издържа дълго време без вода. Естествени врагове на гуанако са кучета, вълци и пуми.

## Социална структура и размножаване
Гуанако е стадно полигамно животно. Обикновено един възрастен самец води стадо до 20 женски и млади животни. Останалите мъжки живеят в мъжки групи или по единично. Чифтосват се в периода от август (в северната част на ареала) до февруари (на юг). Бременността продължава 11 месеца. Раждат се едно, рядко две малки, които майките кърмят около 4 месеца. Женските стават половозрели на двегодишна възраст. Продължителност на живот в природата – 20 години, в плен – до 28 години.

## Опазване на вида
През последните десетилетия числеността на вида намалява. Гуанако е обект на лов заради ценната кожа, вълна и месо, а също така конкурира домашните животни на планинските пасища. В Чили и Перу гуанако се намира под защита на държавата.